# Рейнальд II (герцог Гелдерна)
Рейнальд II Гелдернский (нидерл. Reinoud II van Gelre, ок.1295 — 12 октября 1343) — граф (с 1326) и герцог (с 1339) Гелдерна и граф Цютфена.

## Биография
Рейнальд II был сыном Рейнальда I и Маргариты Фландрской. В 1316 году восстал против отца, в 1318 году заключил его в крепость Монфорт, а сам правил как «сын графа». После смерти отца в 1326 году объявил себя графом Гелдерна и Зютфена.
Рейнальд стал поддерживать английского короля Эдуарда III против Франции, в 1338 году предупредил его о появлении французского флота перед Звином. Оставался одним из ближайших союзников Эдуарда среди германских правителей во время первого этапа Столетней войны.
19 марта 1339 года имперский рейхстаг во Франкфурте дал Рейнальду титул «герцога Гельдерна и графа Цютфена», сделав его имперским князем. Это стало возможным благодаря посредничеству Рейнальда между императором Людвигом Баварским, который был женат на Маргарите Голландской, и королём Эдуардом III, который был братом второй жены Рейнальда.

## Семья и дети
11 января 1311 года Рейнальд женился в Рурмонде на Софии Берту (ум.1329), владелице Мехелена. Дети:
- Маргарита (1320—1344), сеньора Мехелена
- Матильда (1325—1384), сеньора Мехелена, затем герцогиня Гелдерна
- Елизавета (ум.1376), аббатиса Гравендалская
- Мария (ум.1405), герцогиня Гелдерна

Став вдовцом, он в мае 1332 года женился в Неймегене на Элеоноре Вудсток, дочери английского короля Эдуарда II. Дети:
- Рейнальд III (1333—1371)
- Эдуард (1336—1371)